# 샤를 베그베데
샤를 베그베데(Charles Beigbeder, 1964년 4월 20일~)는 프랑스의 기업인이다.

## 일생
프랑스의 문학가 및 방송인 프레데릭 베그베데의 형제이다.
에콜 상트랄 파리에서 공학 석사과정을 밟고 1988년 졸업 이후 BNP 파리바, 크레디트 스위스 등 금융기관에서 근무하였다.
2001년부터 Self Trade, Poweo, Audacia, AgroGeneration 등 여러 회사를 창업하였다.
그는 DAB 은행 총재를 지냈으며 프랑스의 중소기업 육성에 기여하였다.